# Vízilabda a 2015. évi Európa-játékokon
A 2015. évi Európa-játékokon a Vízilabdatornákat június 12. és 21. között tartották. A fiúk versenyében 16 csapat, míg a lányokéban 12 küzdött meg a bajnoki címért. A tornán 17 év alatti versenyzők vettek részt.

## Éremtáblázat
|          | Ország              | Arany | Ezüst | Bronz | Összesen |
| 1.       | Oroszország (RUS)   | 1     | 0     | 0     | 1        |
| 1.       | Szerbia (SRB)       | 1     | 0     | 0     | 1        |
|          |                     |       |       |       |          |
| 3.       | Spanyolország (ESP) | 0     | 2     | 0     | 2        |
|          |                     |       |       |       |          |
| 4.       | Görögország (GRE)   | 0     | 0     | 2     | 2        |
| Összesen | Összesen            | 2     | 2     | 2     | 6        |

## Érmesek

### Fiú torna
| A 2015. évi Európa-játékok érmesei fiú vízilabdában | A 2015. évi Európa-játékok érmesei fiú vízilabdában | A 2015. évi Európa-játékok érmesei fiú vízilabdában | A 2015. évi Európa-játékok érmesei fiú vízilabdában |
| --------------------------------------------------- | --------------------------------------------------- | --------------------------------------------------- | --------------------------------------------------- |
| arany                                               | ezüst                                               | bronz                                               |                                                     |
| Szerbia (SRB)                                       | Spanyolország (ESP)                                 | Görögország (GRE)                                   |                                                     |

### Lány torna
| A 2015. évi Európa-játékok érmesei lány vízilabdában | A 2015. évi Európa-játékok érmesei lány vízilabdában | A 2015. évi Európa-játékok érmesei lány vízilabdában | A 2015. évi Európa-játékok érmesei lány vízilabdában |
| ---------------------------------------------------- | ---------------------------------------------------- | ---------------------------------------------------- | ---------------------------------------------------- |
| arany                                                | ezüst                                                | bronz                                                |                                                      |
| Oroszország (RUS)                                    | Spanyolország (ESP)                                  | Görögország (GRE)                                    |                                                      |